# 이민섭
이민섭(1939년 2월 28일~)은 대한민국의 정치인이다. 제11·12·13·14대 국회의원을 지냈으며 제31대 문화체육부장관을 지냈다.

## 역대 선거 결과
|  | 35.6% |

|  | 40.40% |

|  | 53.29% |

|  | 44.62% |

|  | 37.20% |